# Llista de topònims de Paçà
Llista de topònims (noms propis de lloc) de Paçà (Rosselló).
Informació actualitzada per un bot. Els canvis manuals es perdran quan s'actualitzi!

## església
| imatge | Nom                       | Ubicat a | instància de          | Detalls                                           | coordenades                                                                     | Protecció | Commons (més fotos)          | Dades a WD                    |
| ------ | ------------------------- | -------- | --------------------- | ------------------------------------------------- | ------------------------------------------------------------------------------- | --------- | ---------------------------- | ----------------------------- |
|        | Sant Esteve de les Vinyes | Paçà     | església              | Estat: enderrocat o destruït                      | 42° 33′ 05″ N, 2° 47′ 59″ E / 42.5513888889°N,2.79972222222°E                   |           |                              | Modifica les dades a Wikidata |
|        | Sant Pere de Paçà         | Paçà     | església Ús: església | Estil: arquitectura romànica Dedicat a: Sant Pere | 42° 34′ 43″ N, 2° 48′ 40″ E / 42.5786°N,2.81116°E Catalunya del Nord 134.9 msnm |           | Église Saint-Pierre de Passa | Modifica les dades a Wikidata |

## Misc
| imatge | Nom                        | Ubicat a        | instància de                          | Detalls                                      | coordenades                                                                        | Protecció                   | Commons (més fotos)             | Dades a WD                    |
| ------ | -------------------------- | --------------- | ------------------------------------- | -------------------------------------------- | ---------------------------------------------------------------------------------- | --------------------------- | ------------------------------- | ----------------------------- |
|        | Monestir del Camp          | Paçà            | monestir                              | Estil: arquitectura romànica                 | 42° 35′ 12″ N, 2° 49′ 27″ E / 42.58655278°N,2.82404444°E 91.9 msnm                 | monument històric catalogat | Monastir del Camp               | Modifica les dades a Wikidata |
|        | Recinte fortificat de Paçà | Paçà            | avantmuralla                          |                                              | 42° 33′ 50″ N, 2° 49′ 46″ E / 42.563788°N,2.829556°E                               |                             |                                 | Modifica les dades a Wikidata |
|        | Ribera de Paçà             | Paçà Vilamulaca | curs d'aigua                          | Desemboca: Rard                              | 42° 35′ 41″ N, 2° 50′ 36″ E / 42.594588°N,2.843288°E                               |                             |                                 | Modifica les dades a Wikidata |
|        | Sant Lluc de Puig Rodon    | Paçà            | capella Ús: església                  | Estil: arquitectura romànica Dedicat a: Lluc | 42° 33′ 05″ N, 2° 47′ 59″ E / 42.5514°N,2.79972°E                                  |                             | Chapelle Saint-Luc de Puigrodon | Modifica les dades a Wikidata |
|        | casa de la vila de Paçà    | Paçà            | instal·lació Ús: seu del govern local |                                              | 42° 34′ 44″ N, 2° 48′ 44″ E / 42.5787506278074°N,2.81226546912025°E fr:66300 PASSA |                             |                                 | Modifica les dades a Wikidata |